# Рамон Гомес де ла Серна
Рамон Гомес де ла Серна (на испански: Ramón Gómez de la Serna) е испански писател.

## Биография
Роден е на 3 юли 1888 година в Мадрид в семейство на юрист и политик.
През 1908 година започва да публикува в списание „Прометео“, като през следващите години си създава репутация в испанския литературен авангард, публикувайки поетични афоризми, които нарича грегериас.
От началото на Гражданската война през 1936 година се намира в Буенос Айрес, където се установява и прекарва остатъка от живота си в бедност и изолация от културния си кръг, след като обявява подкрепата си за националистите.
Рамон Гомес де ла Серна умира на 13 януари 1963 година в Буенос Айрес.